# Gare d'Ambert
La gare d'Ambert est une gare ferroviaire française de la ligne de Saint-Germain-des-Fossés à Darsac, située sur le territoire de la commune d'Ambert, dans le département du Puy-de-Dôme, en région Auvergne.
Elle est mise en service en 1885 par la Compagnie des chemins de fer de Paris à Lyon et à la Méditerranée (PLM). 
Elle est desservie exclusivement par des trains touristiques de l'association Agrivap les trains de la découverte.

## Situation ferroviaire
Établie à 527 mètres d'altitude, la gare d'Ambert est située au point kilométrique (PK) 448,485 de la ligne de Saint-Germain-des-Fossés à Darsac, entre les gares aujourd'hui fermées du Perrier et de Marsac-en-Livradois.

## Histoire
La gare d'Ambert est mise en service le 5 mai 1885 par la Compagnie des chemins de fer de Paris à Lyon et à la Méditerranée (PLM), lorsqu'elle ouvre à l'exploitation la section, à voie unique, de Giroux à Ambert de sa ligne de Saint-Germain-des-Fossés à Darsac.
Le guichet SNCF de la gare est définitivement fermé le 31 décembre 2017.

## Service de substitution en car TER
Un service de cars TER Auvergne dessert la gare, lignes : Arlanc - Clermont-Ferrand, Ambert - Le Puy en Velay et Vichy - Arlanc. Un parking pour les véhicules est aménagé à proximité de l'ancien bâtiment voyageurs. Le centre-ville est à 300 mètres.
En janvier 2023, ces lignes sont intégrées aux Cars Région.

## Patrimoine ferroviaire

### Service du train touristique

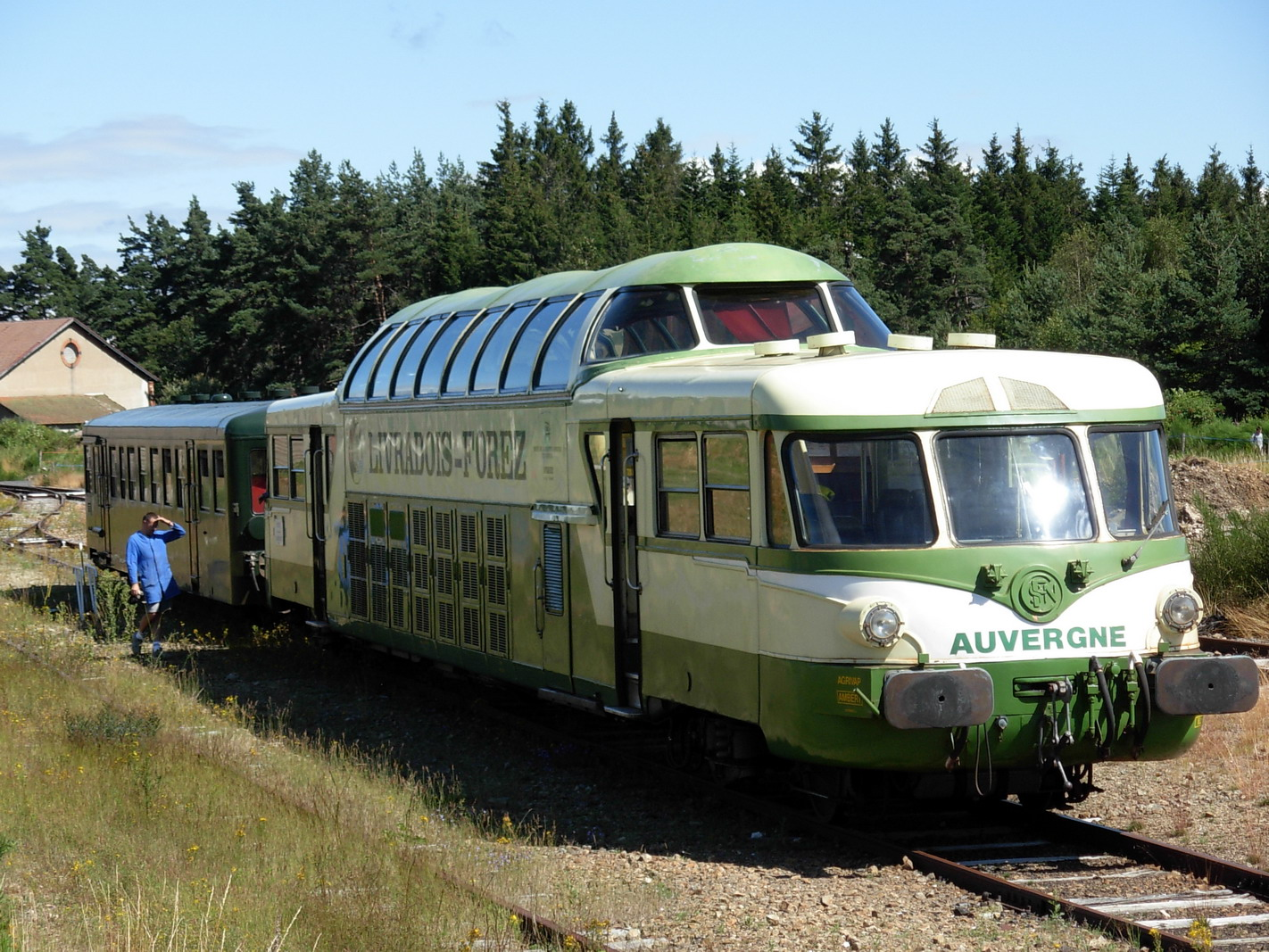
Train panoramique de découverte du Livradois-Forez.

L'association AGRIVAP dispose de bureaux, ouverts du lundi au vendredi toute l'année, dans le bâtiment voyageurs.
En saison (juillet et août) des trains réguliers desservent la gare d'Ambert : Ambert - La Chaise-Dieu, - La Chaise-Dieu. 